# Mike Hart
Mike Hart, född den 24 oktober 1951, är en brittisk roddare.
Han tog OS-silver i dubbelsculler i samband med de olympiska roddtävlingarna 1976 i Montréal.